# Matière noire auto-interactive
La matière noire auto-interactive, auto-interagissante, ou auto-active (MNAI), désignée par le sigle SIDM en anglais, est en astrophysique et en physique des particules un candidat matière noire interagissant fortement avec lui-même. Elle se distingue en cela du modèle dominant de matière noire froide.
Proposée en 1999, elle fut pensée comme une solution au problème de concentration du halo.